# Franco Fava
Franco Fava (Roccasecca, 3 settembre 1952) è un giornalista, ex mezzofondista e siepista italiano.
Primatista italiano dei 20.000 metri su pista con 58'53"8 stabilito il 4 settembre 1977 a Roma, è stato quattro volte campione italiano assoluto su pista dal 1972 al 1975 nei 3000 siepi. Vanta inoltre 5 titoli italiani del cross.

## Carriera

### Atletica
29 volte nazionale italiano, ha partecipato a 2 edizioni dei Giochi olimpici (giungendo 8º alla maratona di Montréal 1976) e ad un Campionato europeo di atletica leggera (giungendo 4º a Roma 1974 nei 3000 siepi). Ha vinto tre volte consecutivamente il Campaccio, dal 1976 al 1978.
In inverno si dedicava al cross, in cui il suo miglior risultato fu il 4º posto ai mondiali di Düsseldorf 1977.

### Dopo il ritiro
Ritiratosi a 38 anni dalle competizioni agonistiche, è divenuto giornalista per il Corriere dello Sport - Stadio. Inoltre, tra il 1989 e il 1991 ha ricoperto il ruolo di capo ufficio stampa della IAAF.

## Record nazionali
Seniores
- 5000 metri piani: 13'22"0 m / 13'21"98 ( Turku, 5 luglio 1977)
- 10000 m piani: 27'42"7 m / 27'42"65 ( Helsinki, 30 giugno 1977)
- 3000 m piani: 7'46"2 m ( Formia, 12 giugno 1977)
- 1 Ora: 20.416m ( Roma, 9 aprile 1977)
- 20000 m pista: 58'43"8 m ( Roma, 9 aprile 1977)[2]
- 10 Miglia (16.093,44 metri): 47'10"6 m  ( Roma, 9 aprile 1977)[3]
- 10000 m piani: 27'55"6 m  ( Helsinki, 23 giugno 1976)
- Staffetta 4x1500m: 15'11"4 m  ( Viareggio, 5 ottobre 1975)[4]
- 1 Ora: 20.341m ( Roma, 12 aprile 1975)
- 20000 m pista: 59'03"6 m ( Roma, 12 aprile 1975)
- 10000 m piani: 28'16"4 m  ( Città del Capo, 29 marzo 1975)
- 3000 m siepi: 8'19"0 / 8'18"85 m  ( Roma, 7 settembre 1974)
- 3000 m siepi: 8'23"0 m  ( Helsinki, 26 giugno 1974)
- 3000 m siepi: 8'23"4 m  ( Varsavia, 23 giugno 1974)
- 3000 m siepi: 8'27"4 m  ( Napoli, 16 giugno 1974)
- 3000 m siepi: 8'28"8 m  ( Oslo, 5 agosto 1973)
- 3000 m siepi: 8'32"2 m  ( Torino, 18 luglio 1973)
- 3000 m siepi: 8'33"4 m  ( Oslo, 3 agosto 1972)

## Palmarès
| Anno | Manifestazione          | Sede              | Risultato            | Gara         | Tempo             | Note  |
| ---- | ----------------------- | ----------------- | -------------------- | ------------ | ----------------- | ----- |
| 1970 | Europei Juniores        | Colombes          | 9º                   | 2000 m siepi | 5'50"2 m          |       |
| 1972 | Olimpiadi               | Monaco di Baviera | 5º Elim. in batteria | 3000 m siepi | 8'35"0 m          |       |
| 1974 | Europei                 | Roma              | rit.                 | 10000 m      | -                 |       |
| 1974 | Europei                 | Roma              | 4º                   | 3000 m siepi | 8'19"0 m /8'18"85 | [ 5 ] |
| 1975 | Giochi del Mediterraneo | Algeri            | Bronzo               | 3000 m siepi | 8'23"8 m          |       |
| 1975 | Giochi del Mediterraneo | Algeri            | rit.                 | 10000 m      | -                 |       |
| 1975 | Universiadi             | Roma              | Oro                  | 5000 m       | 13'37"56          |       |
| 1975 | Universiadi             | Roma              | Oro                  | 10000 m      | 28'37"92          |       |
| 1976 | Olimpiadi               | Montreal          | 5º Elim. in batteria | 10000 m      | 28'24"80          |       |
| 1976 | Olimpiadi               | Montreal          | 8º                   | Maratona     | 2h14'24"6 m       |       |
| 1977 | Universiadi             | Sofia             | Argento              | 10000 m      | 29'12"7 m         |       |

## Campionati nazionali
- 5 volte campione nazionale assoluto di Corsa campestre (Cross) (1974, 1975, 1976, 1977, 1978)
- 4 volte campione nazionale assoluto dei 3000 m siepi  (1972, 1973, 1974, 1975)
- 2 volte campione nazionale assoluto dei 3000 m piani indoor (1974, 1979)
- 1 volta campione nazionale assoluto di Maratonina (1976)
- 1 volta campione nazionale assoluto della Staffetta 4x1500 m (1975)

1972
- 4º ai campionati italiani assoluti indoor, 3000 m piani - 8'05"0
- Oro ai campionati italiani assoluti, 3000 m siepi - 8'48"6 m

1973
- Oro ai campionati italiani assoluti, 3000 m siepi - 8'40"8 m

1974
- Oro ai campionati italiani assoluti indoor, 3000 m piani - 7'59"6
- Oro ai campionati italiani di corsa campestre - 36'42"
- Oro ai campionati italiani assoluti, 3000 m siepi - 8'35"65

1975
- Bronzo ai campionati italiani assoluti indoor, 3000 m piani - 8'04"6
- Oro ai campionati italiani di corsa campestre - 39'25"6
- Oro ai campionati italiani assoluti, 3000 m siepi - 8'28"4
- Oro ai campionati italiani assoluti, 4x1500 m - 15'11"4 m

1976
- Oro ai campionati italiani di maratonina, 30 km - 1h35'37"0 m
- Oro ai campionati italiani di corsa campestre - 37'54"
- Argento ai campionati italiani di maratona - 2h12'54"

1977
- Oro ai campionati italiani di corsa campestre - 37'54"4
- Argento ai campionati italiani assoluti, 10000 m piani - 28'14"8

1978
- Oro ai campionati italiani di corsa campestre - 39'02"4

1979
- Oro ai campionati italiani assoluti indoor, 3000 m piani - 8'02"9

1981
- 13º ai campionati italiani di corsa campestre - 38'25"7

## Altre competizioni internazionali
1970
- 10º ai Campionati internazionali di corsa campestre ( Vichy) - categoria Junior

1971
- 6º ai Campionati internazionali di corsa campestre ( San Sebastián) - categoria Junior

1972
- 3º ai Campionati internazionali di corsa campestre ( Cambridge) - categoria Junior

1973
- 4º ai Campionati del mondo di corsa campestre ( Waregem) - 21'15" m (categoria Junior)
- 17º alla Corrida Internacional de São Silvestre ( San Paolo)

1974
- 10º ai Campionati del mondo di corsa campestre ( Monza) - 35'38"4 m (Individuali)

1975
- 6º ai Campionati del mondo di corsa campestre ( Rabat) - 35'47" m (Individuali)
- Bronzo alla Corrida Internacional de São Silvestre ( San Paolo), 8,4 km - 23'53"

1976
- 8º ai Campionati del mondo di corsa campestre ( Chepstowe) - 35'21" m (Individuali)
- Argento alla Stramilano ( Milano) - 1h02'19"
- Oro al Trofeo Sant'Agata ( Catania) - 32'57"3
- Argento alla Corrida Internacional de São Silvestre ( San Paolo), 8,4 km - 24'06"
- Oro al Campaccio ( San Giorgio su Legnano) - 37'17"

1977
- 4º ai Campionati del mondo di corsa campestre ( Düsseldorf) - 37'53" m (Individuali)
- 6º in Coppa Europa ( Helsinki), 10000 m piani - 28'11"6
- 4º alla Stramilano ( Milano) - 1h03'59"
- Oro al Giro podistico internazionale di Castelbuono ( Castelbuono) - 34'10"
- Oro al Campaccio ( San Giorgio su Legnano) - 36'11"
- 6º alla Cinque Mulini ( San Vittore Olona) - 30'54"

1978
- 8º ai Campionati del mondo di corsa campestre ( Glasgow) - 40'03" m (Individuali)
- Oro alla Stramilano ( Milano) - 1h04'31"
- 17º alla Corrida Internacional de São Silvestre ( San Paolo), 8,4 km - 24'24"
- Argento al Campaccio ( San Giorgio su Legnano) - 35'06"
- Argento alla Cinque Mulini ( San Vittore Olona) - 30'47"
- Oro al Cross di Alà dei Sardi ( Alà dei Sardi) - 30'55"4

1979
- 27º ai Campionati del mondo di corsa campestre ( Limerick) - Individuali
- Argento alla Roma-Ostia ( Roma), 30 km - 1h34'04"
- 5º al Giro podistico internazionale di Castelbuono ( Castelbuono) - 35'24"
- Argento al Cross di Alà dei Sardi ( Alà dei Sardi) - 31'06"

1981
- 13º alla Roma-Ostia ( Roma), 27,5 km - 1h26'45"
- 37º alla Stramilano ( Milano) - 1h15'08"
- 7º al Trofeo Sant'Agata ( Catania) - 34'58"
- 5º al Cross di Alà dei Sardi ( Alà dei Sardi) - 31'37"3

## Onorificenze
Onorificenze sportive italiane
- 2001: Premio Alfredo Berra